# تيريزا بينديك
تيريزا بينديك (بالمجرية: Friedmann Teréz)‏ (بالإنجليزية: Therese Benedek)‏ هي محللة نفسانية وطبيبة نفسية مجرية وأمريكية، ولدت في 8 نوفمبر 1892 في ايغر في المجر، وتوفيت في 27 أكتوبر 1977 في شيكاغو في الولايات المتحدة.